# Dorian Godon
Dorian Godon (* 25. května 1996) je francouzský profesionální silniční cyklista jezdící za UCI WorldTeam Decathlon–AG2R La Mondiale.

## Hlavní výsledky
2016
2. místo Trofeo Almar
2018
Boucles de la Mayenne
7. místo celkově
vítěz prologu
Tour du Haut Var
9. místo celkově
2019
Boucles de la Mayenne
6. místo celkově
 vítěz soutěže mladých jezdců
vítěz prologu
10. místo Tour du Finistère
10. místo Grand Prix d'Isbergues
2020
vítěz Paříž–Camembert
2021
Francouzský pohár v silniční cyklistice
celkový vítěz
vítěz Paříž–Camembert
vítěz Tour du Doubs
Tour du Limousin
vítěz 2. etapy
3. místo Classic Loire Atlantique
4. místo Grand Prix de Wallonie
4. místo Cholet-Pays de la Loire
4. místo Polynormande
5. místo Faun-Ardèche Classic
5. místo Grand Prix du Morbihan
6. místo Royal Bernard Drôme Classic
10. místo Tour de Vendée
2022
2. místo Route Adélie
5. místo Tour du Jura
2023
vítěz Brabantský šíp
vítěz Giro del Veneto
10. místo La Drôme Classic

### Výsledky na Grand Tours
| Grand Tour      | 2019 | 2020 | 2021 | 2022 | 2023 | 2024 |
| --------------- | ---- | ---- | ---- | ---- | ---- | ---- |
| Giro d'Italia   | —    | —    | —    | —    | —    | —    |
| Tour de France  | —    | —    | 75   | —    | —    | 82   |
| Vuelta a España | 77   | 38   | —    | —    | 51   |      |

| —   | Nezúčastnil se |
| DNF | Nedokončil     |